# شبث بن ربعي
شَبَثُ بْنُ رِبْعِيٍّ الرِّيَاحِيُّ التَّمِيمِيُّ (نحو 20 ق هـ - 70 هـ / 602 - 690 م): مخضرم من الأشراف الفرسان الشعراء، وشيخ مُضَرَ وأهلِ الكوفة في أيامه. جاهلي من بادية العراق، أدرك عصر النبوة، قال عنه ابن أعثم: «شَبَث من أشراف بني تميم، وكان جاهليًا إسلاميًا فارسًا، لا يدفع عن حسب ولا شرف، بطلًا شجاعًا».وذكره ابن الكلبي وعوانة بن الحكم وسيف بن عمر فيمن لحق سجاح المتنبئة من زعماء وأشراف بني تميم، وكانوا مع سجاح في زحفها من العراق إلى اليمامة، ثم انضموا إلى مسيلمة، قال ابن الكلبي:«فخرجوا نحوها - اليمامة - ومعها: عطارد بن حاجب بن زرارة بن عدس بن زيد، وعمرو بن أهتم، والأقرع بن حابس، وشبث بن ربعي وهو مؤذنها؛ فساروا حتى نزلوا الصمان، فبلغ ذلك مسيلمة الكذاب».ولما وصلت سجاح اليمامة، أمرت شبث أن يؤذن بنبوءة مسيلمة، وفي ذلك قال يعقوب بن محمد الزهري: «توجهت - سجاح - إلى مسيلمة مستجيرة به لما وطئ خالد العرب ورأت أنه لا أحد أعز لها منه، وقد كانت أمرت مؤذنها شبت بن ربعي أن يؤذن بنبوة مسيلمة، فكان يفعل».
ولما آلت الخلافة لعمر بن الخطاب وعفى عن المرتدين، جاءه ربعي الرياحي وابنه شبث في بني حنظلة، فأمر عمر ربعي على قومه وسرحهم، فخرجوا حتى قدموا على المثنى بن حارثة، وشهدوا معركة البويب. كما ذكر المدائني أن ربعي الرياحي قدم على سعد بن أبي وقاص عندما عسكر في زرود في طريقه إلى العراق في رؤساء بني تميم، وفي أثناء التجهز لحرب القادسية توفى ربعي الرياحي فتولى ابنه شبث رئاسة قومه، وشاركت بني حنظلة في معركة القادسية.وشهد يوم أذربيجان وغيره من أيام الفتوح في خلافة عمر وعثمان.
وثار شبث على عثمان بن عفان وكان أول من أعان على قتل عثمان،وأيد عائشة بنت أبي بكر في نزاعها مع علي بن أبي طالب، وكان ممن اعتزل حرب الجمل مع أبو موسى الأشعري، ثم انضم إلى علي وقاتل معه، وكان ممن أرسلهم علي إلى معاوية بن أبي سفيان للصلح قبل المعركة،وهو صاحب لواء عمرو وحنظلة من تميم في معركة صفين، وبعد الحكمين صار من أشد الخوارج على الخليفة علي، وتزعم عشرين ألفا من الخوارج انشقوا على الخليفة علي وعسكروا بحروراء وأرادوا أن يجعلوه أميرا، قال البلاذري: «وكان شبث فارسًا ناسكًا مع العباد، وكان مع علي  ثُمَّ صار مع الخوارج حيث قَالُوا لعلي: قد خلعناك، وأميرنا شبث بْن ربعي».غير أن الخليفة أقنعهم بالعودة، فعاد شبث إليه، وفي ذلك قال أبو عبيدة:«خرج أهل حروراء فِي عشْرين ألفا عَلَيْهِم شبث بْن ربعي، فَأَتَاهُم عَلِيّ فحاجهم، فَرَجَعُوا».وكان شبث يفتخر أنه من أسس الحرورية، وفي ذلك روى أنس بن مالك: «قال شبث: أنا أول من حرر الحرورية، فقَالَ رجل: مَا فِي هذا مدح».ولما رجع شبث إلى علي، انضم إليه في قتال الخوارج، وكان على ميسرة جيش عليا في معركة النهروان.
ولما آلت الخلافة إلى معاوية وقف شبث مباعدا للأمويين، فكان ممن لا يحضرون صلاة الجمعة، ولكن المغيرة بن شعبة ألزمه الحضور، فلما خرج فروة بن نوفل جهز المغيرة شبث على الفرسان لقتاله، فقتله.ثم كان فيمن شهد أن حجر بن عدي خلع الطاعة ودعا إلى الفتنة، وهو ممن كاتب الحسين بن علي للقدوم إلى العراق، غير أنه انضم إلى عبيد الله بن زياد، فأرسله عبيد الله لتفريق الناس عن مسلم بن عقيل، ثم عقد له لواء لقتال ابن عقيل، فقاتله،وكان على الرجالة في جيش عمر بن سعد الذي قاتل الحسين، وحرض الناس على القتال، ولكنه تردد في الهجوم.وكان شبث مقربا من والي الكوفة عبد الله بن يزيد الخطمي، ولما خرج سليمان بن صرد في ثورة التوابين نصح عبد الله بن يزيد ألا يلاحق التوابين، وأشار عليه بقتال المختار الثقفي، وسجنه.
كان شبث أحد رؤساء مضر في قاتل المختار الثقفي بالكوفة، واجتمع أشراف الكوفة في بيته تمهيدا لتمردهم على المختار، وقالوا نجتمع في منزل شيخنا، وحاول المختار استمالت شبث إلى طرفه، ولكنه لم ينجح. وبعثه عبد الله بن مطيع في ثلاثة آلاف لقتال المختار، فلما انتصر المختار لم يمسه بأذى خوفا من شوكة قومه، ثم غادر شبث الكوفة وانضم إلى مصعب بن الزبير في البصرة،وحثه على قتال المختار. وعاد شبث لقتال المختار مع مصعب،ولما قتل المختار سنة 67 هـ، ولاه الزبيريون شرطة الكوفة، وبقى عليها نحو عام، ثم عزل.
عاش شبث طويلا حتى جاوز التسعين عاما، وتوفى سنة 70 هـ في خلافة عبد الله بن الزبير، ولما بلغ الهيثم بن الأسود النخعي وفاته، رثاه بأبيات، ذكر فيها سِّنّ وسيرة شبث، وقال: «إنني اليوم وإن أملتني، لقليل المكث من بعد شبث. عاش تسعين خريفا هِمّة، جمع مَا يملك من غير خبث. لم يخلف فِي تميم سبة، ينكس الرأس ولا عهدا نكث»،وكان ذكيا فطنا، ويتبين من سيرته أنه كان قلقا في سلوكه السياسي، وليس له عقائد أو اتجاهات سياسية ثابته، واستطاع بدهائه النجاة وسط التقلبات السياسية، واحتفظ بمكانته في عشيرته، وكان لا ينازعه في سيادة مضر وتميم إلا الأحنف بن قيس. نسب إلى شبث بعض المعالم العمرانية في الكوفة، فصحراء شبث منسوبة إليه، وسكة شبث بالكوفة إليه تنسب، وكذلك مسجد شبث.

## نسبه
- هو: شبث بن ربعي بن حصين بن عثيم بن ربيعة بن زيد بن رِياح بن يربوع بن حنظلة من بني تميم، ويكنى أبا عبد القدوس، وهو أكبر أولاده وله من الأبناء أيضا عبد المؤمن.[48]

## في خلافة أبي بكر وعمر
كان شبث جاهلي وأدرك الإسلام ولم يلتقي بالنبي ﷺ، وكان يسكن بادية العراق، قال أبو مخنف «وكان شبث جاهليا اسلاميا»، وذكرابن أعثم نحو ذلك قائلا: «شبث من أشراف بني تميم، وكان جاهليا إسلاميا فارسا».وبرز بعد وفاة النبي، حيث انضم لسجاح المتنبئة، وقد ذكره ابن الكلبي وعوانة بن الحكم وسيف بن عمر فيمن لحق سجاح المتنبئة من زعماء وأشراف بني تميم، وكانوا مع سجاح في زحفها من العراق إلى اليمامة، ثم انضموا إلى مسيلمة، قال ابن الكلبي:«فخرجوا نحوها - اليمامة - ومعها: عطارد بن حاجب بن زرارة بن عدس بن زيد، وعمرو بن أهتم، والأقرع بن حابس، وشبث بن ربعي وهو مؤذنها؛ فساروا حتى نزلوا الصمان، فبلغ ذلك مسيلمة الكذاب».ولما وصلت سجاح اليمامة، أمرت شبث أن يؤذن بنبوءة مسيلمة، وفي ذلك قال يعقوب بن محمد الزهري: «توجهت - سجاح - إلى مسيلمة مستجيرة به لما وطئ خالد العرب ورأت أنه لا أحد أعز لها منه، وقد كانت أمرت مؤذنها شبت بن ربعي أن يؤذن بنبوة مسيلمة، فكان يفعل».
ولما آلت الخلافة لعمر بن الخطاب وعفى عن المرتدين، جاءه ربعي الرياحي وابنه شبث في بني حنظلة، فأمر عمر ربعي على قومه وسرحهم، فخرجوا حتى قدموا على المثنى بن حارثة، وشهدوا معركة البويب، وفي ذلك قال الطبري:«وجاء ربعي في أناس من بني حنظلة، فأمره عليهم وسرحهم، وخرجوا حتى قدم بهم على المثنى، فرأس بعده ابنه شبث بْن ربعي». كما شهد بني حنظلة معركة القادسية، وذكر المدائني أن ربعي الرياحي قدم على سعد بن أبي وقاص عندما عسكر في زرود في طريقه إلى العراق، وفي أثناء التجهز لحرب القادسية توفى ربعي الرياحي، فتولى ابنه شبث رئاسة قومه، وشاركت تميم في معركة القادسية، قال المدائني: «فسار سعد في عام غيداق خصيب، حتى نزل فيدا فأقام بها أشهرا، وجعل عمر لا يأتيه أحد من العرب إلا وجهه إليه، ثم كتب إليه أن يرتفع بالناس إلى زرود، فأتاها وأقام بها، وأتاه من حولها من بني تميم من حنظلة، وأتته سعد والرباب وعمرو، فكان ممن أتاه: عطارد، ولبيد بن عطارد، والزبرقان بن بدر وحنظلة بن ربيعة الأسدي وربعي الرياحي».وفي رواية أخرى أن شبث هو من حضر ليس أبيه.

## خلافة عثمان بن عفان وعلي
قيل أنه ثار على عثمان بن عفان، وكان ممن أعان على قتل عثمان، وفي ذلك يزعم العجلي قائلا: «شبث بن ربعي من تميم، كان أول من أعان على قتل عثمان »،وأيد عائشة بنت أبي بكر في نزاعها مع علي بن أبي طالب، وكان ممن اعتزل حرب الجمل مع أبو موسى الأشعري.
ولما مالت الكفة إلى علي بن أبي طالب انضم إليه وقاتل معه، وكان ممن أرسلهم علي إلى معاوية بن أبي سفيان للصلح قبل المعركة،وهو صاحب لواء عمرو وحنظلة من تميم في معركة صفين، وبعد الحكمين صار من أشد الخوارج على الخليفة علي، وتزعم عشرين ألفا من الخوارج انشقوا على الخليفة علي وعسكروا بحروراء وأرادوا أن يجعلوه أميرا، قال البلاذري: «وكان شبث فارسًا ناسكًا مع العباد، وكان مع علي  ثُمَّ صار مع الخوارج حيث قَالُوا لعلي: قد خلعناك، وأميرنا شبث بْن ربعي».غير أن الخليفة أقنعهم بالعودة، فعاد شبث إليه، وفي ذلك قال أبو عبيدة:«خرج أهل حروراء فِي عشْرين ألفا عَلَيْهِم شبث بْن ربعي، فَأَتَاهُم عَلِيّ فحاجهم، فَرَجَعُوا».وكان شبث يفتخر أنه من أسس الحرورية، وفي ذلك روى أنس بن مالك: «قال شبث: أنا أول من حرر الحرورية، فقَالَ رجل: مَا فِي هذا مدح».ولما رجع شبث إلى علي، انضم إليه في قتال الخوارج، وكان على ميسرة جيش عليا في معركة النهروان.

## خلافة معاوية ويزيد
ولما آلت الخلافة إلى معاوية وقف شبث مباعدا للأمويين، فكان ممن لا يحضرون صلاة الجمعة، ولكن المغيرة بن شعبة ألزمه الحضور، فلما خرج فروة بن نوفل جهز المغيرة شبث على الفرسان لقتاله، فقتله.ثم كان فيمن شهد أن حجر بن عدي خلع الطاعة ودعا إلى الفتنة، وممن كاتب الحسين بن علي للقدوم إلى العراق، وجاء في كتابه للحسين: «أما بعد فقد اخضر الجناب، وأينعت الثمار، وطمت الجمام، فإذا شئت فأقدم علينا فإنما تقدم على جند لك مجند، والسلام». غير أنه انضم إلى عبيد الله بن زياد، فأرسله عبيد الله لتفريق الناس عن مسلم بن عقيل، ثم عقد له لواء لقتال ابن عقيل، فقاتله.
وكان شبث على الرجالة في جيش عمر بن سعد الذي قاتل الحسين، وحرض الناس على القتال، قال أبو مخنف:«وجعل عمر على ميمنته عمرو بن الحجاج الزبيدي وعلى ميسرته شمر بن ذي الجوشن بن شرحبيل بن الأعور بن عمر بن معاوية وهو الضباب بن كلاب وعلى الخيل عزرة بن قيس الأحمسي وعلى الرجال شبث بن ربعي اليربوعي»، ولكنه تردد في الهجوم.

## خلافة عبد الله بن الزبير
كان شبث مقربا من عبد الله بن يزيد الخطمي والي الكوفة لعبد الله بن الزبير، ولما خرج سليمان بن صرد في ثورة التوابين نصح عبد الله بن يزيد ألا يلاحق التوابين، وأشار عليه بقتال المختار الثقفي، وسجنه، وفي ذلك قال أبو مخنف:«قال عمر بن سعد بن أبي وقاص وشبث بن ربعي ويزيد بن الحارث بن رويم لعبد الله بن يزيد الخطمي وإبراهيم ابن محمد بن طلحة بن عبيد الله إن المختار أشد عليكم من سليمان بن صرد إن سليمان انما خرج يقاتل عدوكم ويذللهم لكم وقد خرج عن بلادكم وإن المختار انما يريد أن يثب عليكم في مصركم فسيروا إليه فأوثقوه في الحديد وخلدوه في السجن حتى يستقيم أمر الناس».
كان شبث أحد رؤساء مضر في قاتل المختار الثقفي بالكوفة، واجتمع أشراف الكوفة في بيته تمهيدا لتمردهم على المختار،قال أبو مخنف: « قالوا: نجتمع في منزل شيخنا- و كان شبث جاهليا إسلاميا- فاجتمعوا فاتوا منزله، فصلى بأصحابه، ثم تذاكروا هذا النحو من الحديث قال: و لم يكن فيما احدث المختار عليهم شيء هو اعظم من ان جعل للموالي الفيء نصيبا- فقال لهم شبث: دعوني حتى القاه، فذهب فلقيه، فلم يدع شيئا مما انكره أصحابه الا و قد ذاكره إياه، فاخذ لا يذكر خصله الا قال له المختار: ارضيهم في هذه الخصلة، و آتى كل شيء أحبوا، قال: فذكر المماليك، قال: فانا ارد عليهم عبيدهم، فذكر له الموالي، فقال: عمدت إلى موالينا، و هم فيء افاءه الله علينا و هذه البلاد جميعا فأعتقنا رقابهم، نامل الاجر في ذلك و الثواب و الشكر، فلم ترض لهم بذلك حتى جعلتهم شركاءنا في فيئنا، فقال لهم المختار: ان انا تركت لكم مواليكم، و جعلت فيئكم فيكم، تقاتلون معي بني امية وابن الزبير، وتعطون على الوفاء بذلك عهد الله وميثاقه، وما اطمئن اليه من الايمان؟ فقال شبث ما ادري حتى اخرج الى أصحابي فأذاكرهم ذلك، فخرج فلم يرجع الى المختار.قال: و اجمع راى اشراف اهل الكوفة على قتال المختار». وكان المختار قد حاول استمالة شبث ومضر إلى طرفه، ولكنه لم ينجح، وفي ذلك قال أحمد بن أعثم:«أقبل شبث حتى دخل على المختار فسلم وجلس، ثم تكلم فلم يترك شيئا مما أنكره عليه أهل الكوفة إلا ذكره له، حتى ذكر أمر العبيد والموالي، فقال: أيها الأمير! وأعظم الأشياء عليك أنك عمدت إلى عبيدنا وهم فيئنا الذين أفاء الله بهم فأخذتهم إليك، ثم لم ترض بأخذهم حتى جعلتهم شركاءنا في فيئنا، ولا يحل لك أيها الأمير هذا في دينك ولا يجمل بك في شرفك! قال: فقال له المختار: فإني أرضيكم بكل ما تحبون وأغنيكم من كل ما تكرهون على أنكم تقاتلون معي بني أمية وعبد الله بن الزبير، وآخذ عليكم بذلك عهودا ومواثيق وأيمانا مغلظة أنكم لا تغدرون ولا تنكثون. قال: فقام شبث بن ربعي من عند المختار وصار إلى قومه وذكر لهم ذلك، فغضبوا غضبا شديدا وضجوا وقالوا: لا والله ما نقاتل معهم أحدا ولكنا نقاتله وننقض عليه بيعته. ثم عزم القوم على محاربة المختار».
وبعثه عبد الله بن مطيع في ثلاثة أو أربعة آلاف لقتال المختار، فلما انتصر المختار لم يمسه بأذى خوفا من شوكة قومه، ثم غادر شبث الكوفة وانضم إلى مصعب بن الزبير في البصرة،وحثه على قتال المختار، قال أبو مخنف: «قدم شبث على مصعب بن الزبير البصرة وتحته بغلته له قد قطع ذنبها، وقطع طرف أذنها وشق قباءه، وهو ينادي: يا غوثاه يا غوثاه! فأتى مصعب، فقيل له: إن بالباب رجلا ينادي: يا غوثاه يا غوثاه! مشقوق القباء، من صفته كذا وكذا، فقال لهم: نعم، هذا شبث بن ربعي لم يكن ليفعل هذا غيره، فأدخلوه، فأدخل عليه، وجاءه أشراف الناس من أهل الكوفة فدخلوا عليه، فأخبروه بما اجتمعوا له، وبما أصيبوا به». وعاد شبث لقتال المختار مع مصعب،وفي سنة 67 هـ ولاه الزبيريون شرطة الكوفة، وبقى عليها نحو عام، ثم عزل، وذكر البلاذري عن المدائني سبب عزل شبث من تولية الشرطة، وقال: «: تقدم شبث بْن ربعي ليصلي عَلَى جنازة رجل من بني حميري بْن رياح، وهو عَلَى شرط القباع بالكوفة فمنعوه، فوثب ابنه عَبْد السلام عَلَى رجل فقطع أذنه، فدفعه شبث إليهم ليقطعوا أذنه، فَقَالُوا: هو ابْن أمة وصاحبنا ابْن مهيرة. فدفع إليهم ابنه عَبْد المؤمن فأبوه، فدفع إليهم عَبْد القدوس فقطعوا أذنه، فعزله القباع وَقَالَ هذا أعرابي!».

## وفاته
عمر شبث طويلا حتى جاوز التسعين عاما، وتوفي سنة 70 هـ زمن ولاية مصعب بن الزبير، وفي خبر وفاته روى محمد بن السائب الكلبي والمدائني قالوا:«كان شبث علوياً، والهيثم بن الأسود أبو العريان عثمانياً، وكانا متصافيين، فقال الهيثم لشبث: إني أخاف عليك من يوم صفين؛ قال العريان بن الهيثم بن الأسود: فمرض شبث فأتيته فقلت له: يقول لك أبي كيف تجدك؟ قال: أنا في آخر يوم من الدنيا وأول يوم من الآخرة فأخبر أباك أني لم أندم على قتال معاوية يوم صفين ولقد قاتلت بالسلاح كله إِلا الهراوة والحجر. قَالَ: فأتيت أبي فأخبرته»،قال العريان: «ولم يلبث شبث أن مات، فلم بلغ إلى أبي حتى سمعت الصياح، فقال أبي يرثي شبثا»:
وأدرك الأعمش وفاة شبث وهو ابن تسع سنين، وفي الجنازة يقول: « شَهِدْتُ جِنَازَةَ شَبَثٍ فَأَقَامُوا الْعَبِيدَ عَلَى حِدَةٍ، وَالْجَوَارِي عَلَى حِدَةٍ، وَالْخَيْلَ عَلَى حِدَةٍ وَالْبُخْتَ عَلَى حِدَةٍ، وَالنُّوقَ عَلَى حِدَةٍ، وَذَكَرَ الْأَصْنَافَ قَالَ : رَأَيْتُهُمْ يَنُوحُونَ عَلَيْهِ يَلْتَدِمُونَ». وكان شبث ذكيا فطنا، ويتبين من سيرته أنه كان قلقا في سلوكه السياسي، وليس له عقائد أو اتجاهات سياسية ثابته، واستطاع بدهائه النجاة وسط التقلبات السياسية، واحتفظ بمكانته في عشيرته، وكان لا ينازعه في سيادة مضر وتميم إلا الأحنف بن قيس. نسب إلى شبث بعض المعالم العمرانية في الكوفة، فصحراء شبث منسوبة إليه، وسكة شبث بالكوفة إليه تنسب، وكذلك مسجد شبث.